# Erik Stemme
Nils Gustaf Erik Stemme, ursprungligen Andersson, född 21 oktober 1921 i Halmstad, död 10 juni 2007 i Göteborg, var en svensk datalog. Han var far till Göran Stemme och morbror till Nina Stemme.

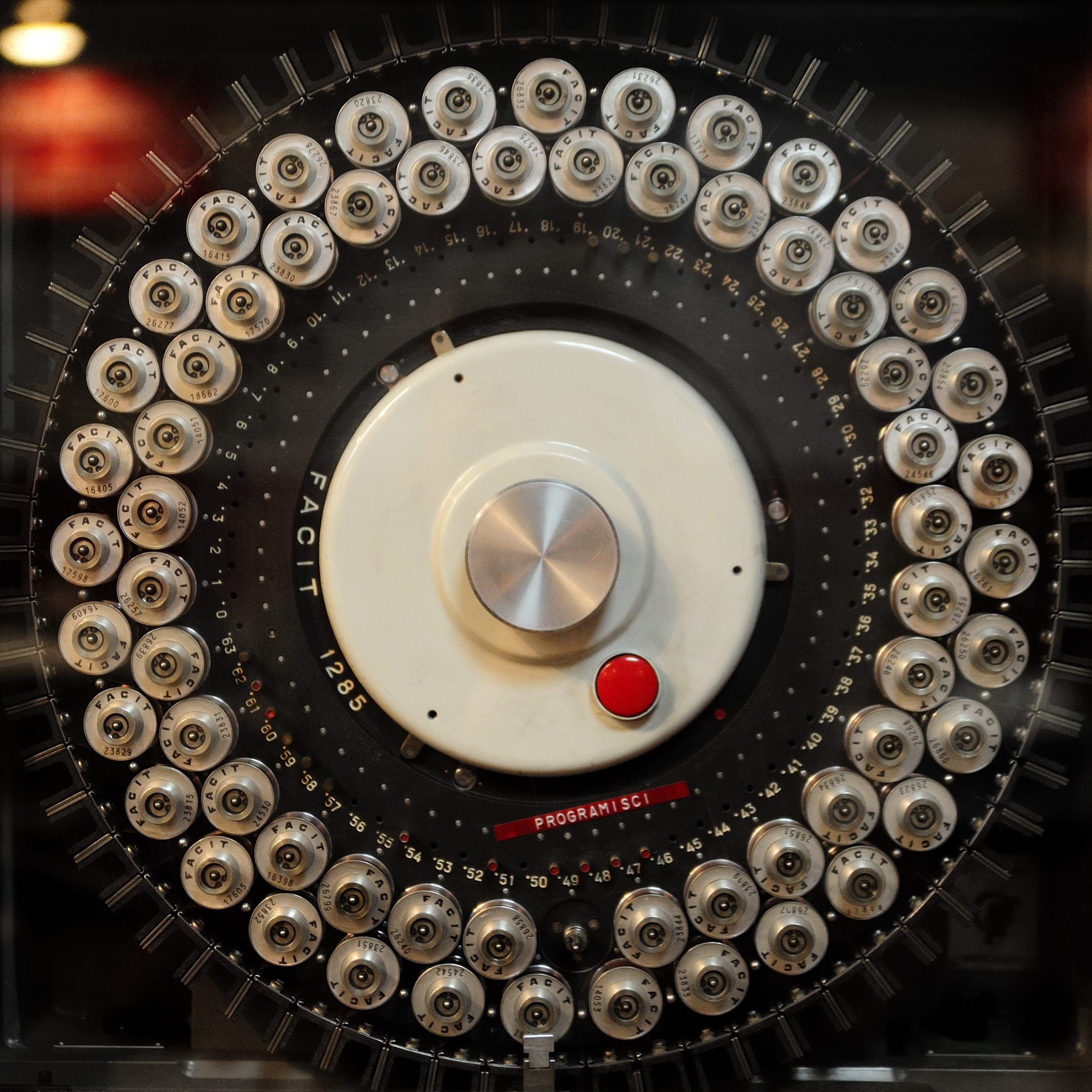
Karusellminnet skapades av Erik Stemme och Gunnar Stenudd. Karusellminnet visades för första gången på en utställning i Paris 1958.

Erik Stemme tog 1946 examen som civilingenjör i elektroteknik vid Chalmers och var därefter anställd på FOA fram till 1950.
Stemme tillhörde den grupp på fem unga svenska forskare som 1947-1948 av Ingenjörsvetenskapsakademien sändes till USA för att med Stig Ekelöf som mentor samla information om den tidiga datorutvecklingen och som sedan kom att starkt påverka utvecklingen i Sverige. Stemme besökte tillsammans med Carl-Erik Fröberg först RCA Laboratories där han arbetade med selektronröret avsett för IAS-maskinen och sedan som trainee på Institute for Advanced Study i John von Neumanns forskargrupp där IAS-maskinen konstruerades. Herman Goldstine som via Stig Ekelöf var Sveriges huvudsakliga kontakt med USA:s datorutveckling nämner även Erik Stemme som en av det 20-tal personer som hade inflytande över IAS-maskinens tillkomst.
Tillbaka i Sverige arbetade Stemme med FOA:s analoga dator Freda men forskade parallellt vidare på ett lämpligt minne för en helt elektronisk dator, och blev då medveten om att Williamsminnet var en möjlig väg framåt. Med denna lösning i sikte bytte han arbetsplats till Matematikmaskinnämndens arbetsgrupp, som var lokaliserad till KTH. Han arbetade där med konstruktionen av den andra svenska datamaskinen BESK som var klar 1953. Stemme tillsammans med Gösta Neovius, Gunnar Stenudd m.fl. konstruerade hårdvaran. År 1953 blev Stemme byrådirektör för Matematikmaskinnämnden.
Stemme var 1956-1963 överingenjör på facits elektronikavdelning i Stockholm och det år 1960 bildade bolaget Facit Electronics AB. Facit tillverkade c:a 11 kopior av BESK under produktnamnet Facit EDB innan Facits stordatorsatsning lades ner årsskiftet 1962/63 på grund av oförmåga att visa lönsamhet. Den sista tiden kantades av konflikter mellan framför allt Stemme och Facit Electronics VD Bertil Nyströmer.
1963 utnämndes Stemme till professor i datateknik vid Chalmers. Under sin tid som professor tog han ett av de första patenten på bläckstråleskrivaren. Han invaldes 1962 som ledamot av Ingenjörsvetenskapsakademien och 1965 tilldelade Chalmersska Ingenjörsföreningen honom Gustaf Dalénmedaljen.